# 50 First Kisses
Pour plus de détails, voir Fiche technique et Distribution.
50 First Kisses (50回目のファーストキス, 50 Kaime no Fasuto Kisu, « Les 50 premiers baisers ») est une comédie romantique japonaise écrite et réalisée par Yuichi Fukuda, sorti le 1er juin 2018 au Japon. Il s'agit d'une reprise du film américain Amour et Amnésie de 2004.
Il totalise plus de 10 millions $ au box-office japonais de 2018.

## Synopsis
Daisuke Yuge (Takayuki Yamada) travaille comme guide sur Oahu à Hawaï où il étudie l'astronomie. Il rencontre Rui Fujishima (Masami Nagasawa) dans un café et tombe amoureux d'elle dès le premier instant mais elle souffre de pertes de mémoire en raison d'un accident.

## Distribution
- Takayuki Yamada : Daisuke Yuge
- Masami Nagasawa : Rui Fujishima
- Tsuyoshi Muro (en) : Ura Yamazaki
- Katsuya (en) : Kazuhiko Mikata
- Taiga (en) : Shintaro Fujishima
- Hirona Yamazaki (en) : Sumire Takato